# Orbital Maneuvering System

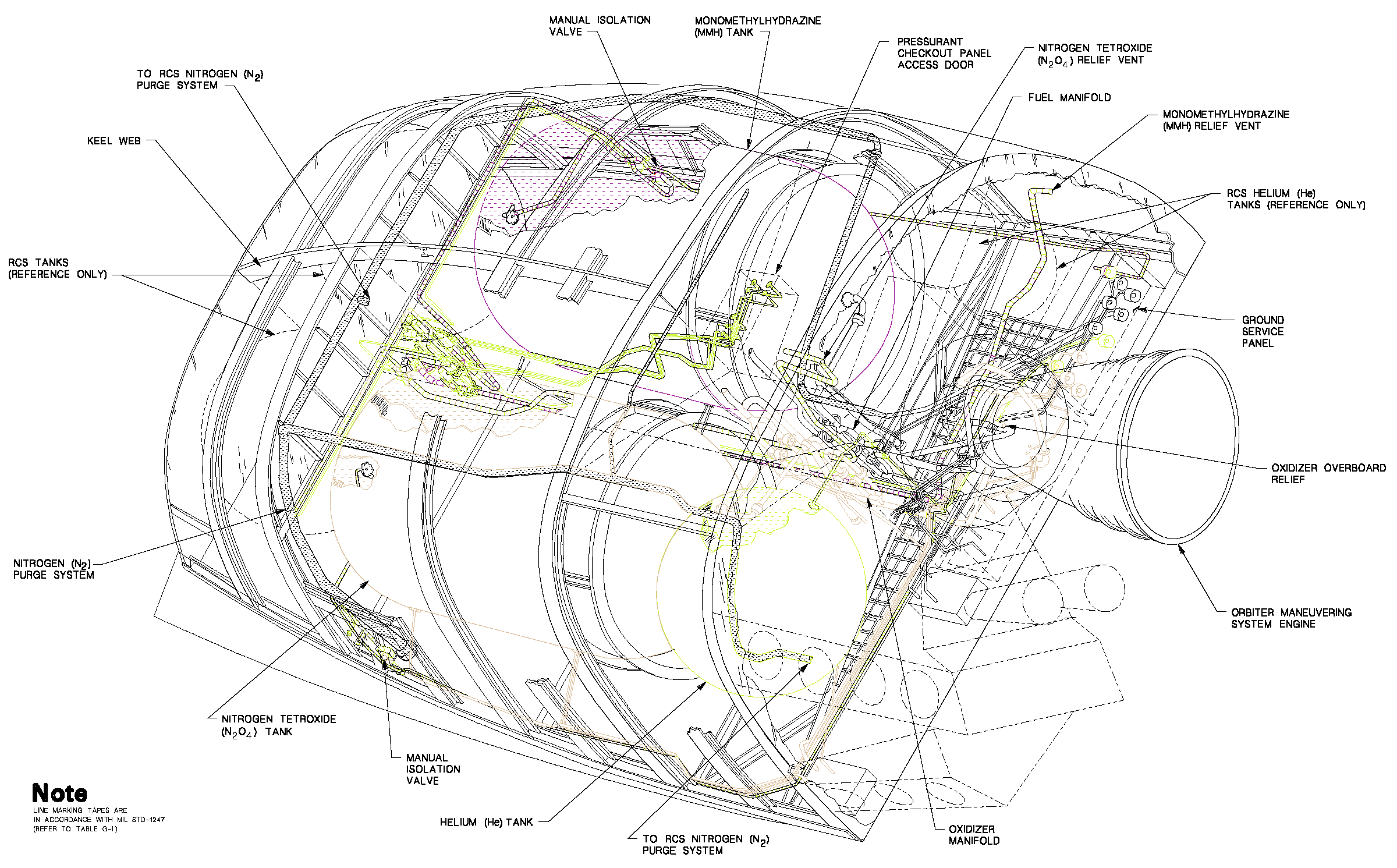
Schemazeichnung einer OMS-Gondel

Das Orbital Maneuvering System (OMS) bildete den Antrieb und mit dem Reaction Control System (RCS) die Lageregelung der Space Shuttles, nachdem die Haupttriebwerke abgeschaltet wurden und die US-Raumfähre ihre Umlaufbahn erreicht hatte.

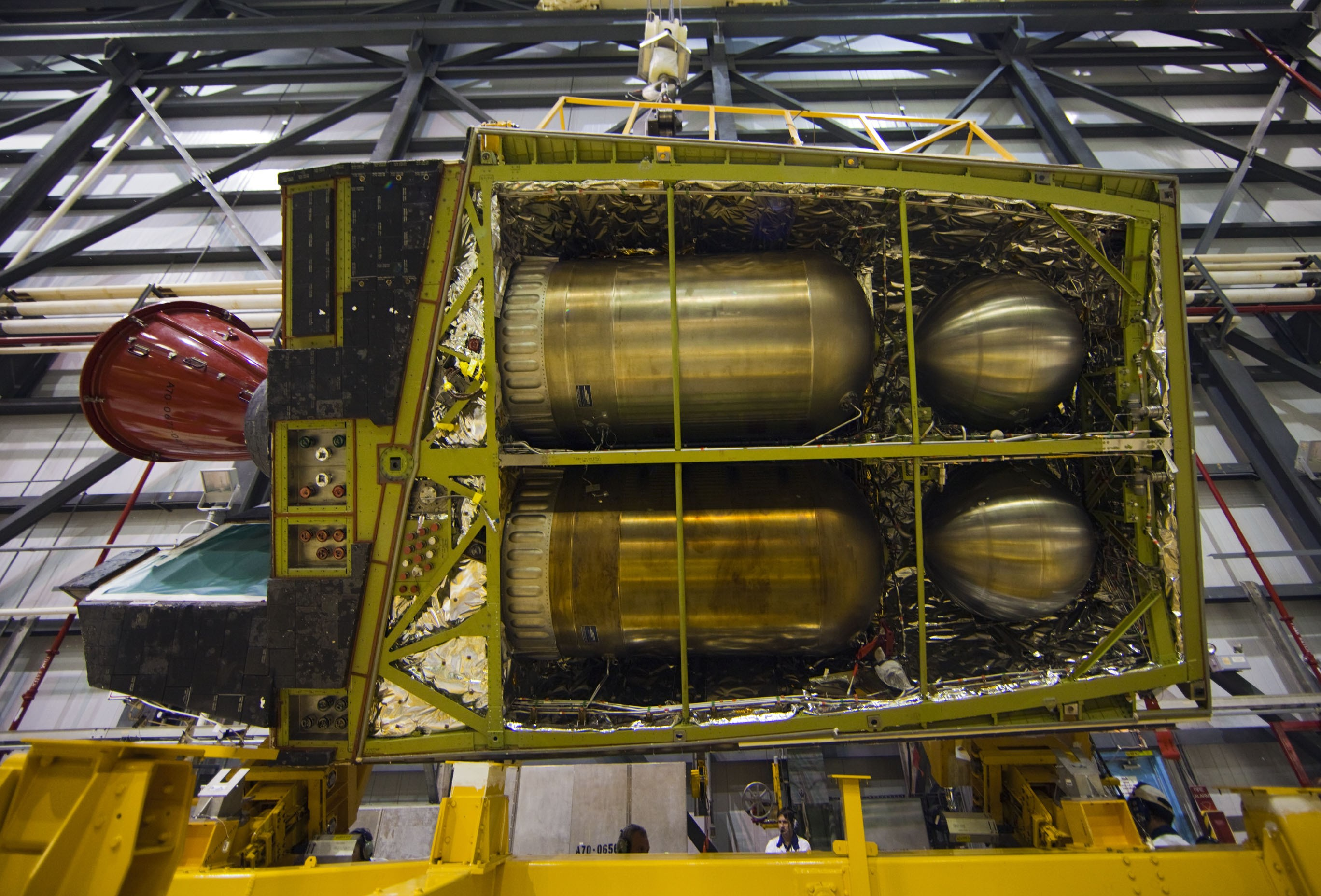
Unterseite der linken OMS-Gondel von Endeavour

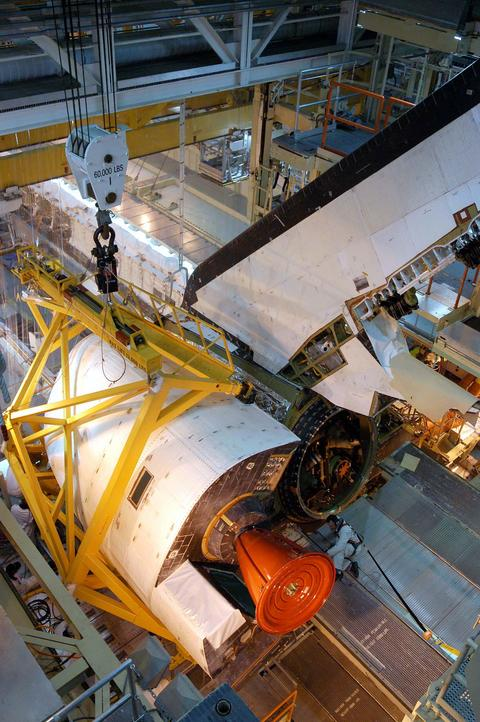
Linke OMS-Gondel eines Space Shuttles wird für Wartungsarbeiten demontiert

Das OMS bestand aus zwei Flüssigkeitsraketentriebwerken vom Typ Aerojet AJ10-190, die zusammen mit den dazugehörigen Treibstofftanks in zwei voneinander unabhängigen Gehäusen (engl. OMS-Pod) am Heck untergebracht waren. Die Steuerdüsen waren in ihrem Aufbau recht einfach und nutzten hypergolen Treibstoff, der aus zwei Komponenten besteht, die bereits bei Berührung zünden. Dadurch war ein Zündsystem überflüssig, was die Zuverlässigkeit des Systems erhöht und Gewicht reduziert.
Die OMS-Triebwerke wurden zum Erreichen des Orbits benötigt. Außerdem waren sie für Änderungen der Bahnhöhe und zur Durchführung von Rendezvousmanövern zuständig. Das OMS wurde auch für das zum Verlassen der Umlaufbahn nötige Abbremsen des Orbiters am Ende einer Mission genutzt (Deorbit Burn).
Die OMS-Triebwerke verbrannten Monomethylhydrazin und Distickstofftetroxid und lieferten einen Schub von 27 Kilonewton und einen spezifischen Impuls von 313 Sekunden. Sie waren für 100 Missionen wiederbenutzbar und konnten eintausendmal gezündet werden. Die Gesamtbrenndauer betrug 15 Stunden. Das Shuttle führte Treibstoff für eine Geschwindigkeitsänderung von ungefähr 300 m/s mit. Das OMS-Triebwerk war beweglich gelagert und konnte in der Hochachse um ±7 Grad und in der Ebene der Querachse um ±8 Grad geschwenkt werden. Dadurch war es möglich, den Schubvektor zum Schwerpunkt des Orbiters auszurichten. Ansonsten wäre es zu einer unerwünschten Drehung des Orbiters gekommen.
Der Treibstoff der OMS-Tanks konnte für den Betrieb der hinteren RCS-Düsen verwendet werden, da beide Systeme dieselbe Treibstoffkombination verwendeten. Dieses Manöver wird OMS-to-RCS interconnect genannt. Eine Verwendung des RCS-Treibstoffs für die OMS-Düsen war nicht möglich, da die RCS-Tanks deutlich kleiner dimensioniert waren.
Daneben konnte der Treibstoff eines OMS-Pods zum Betrieb des anderen verwendet werden, dies wird crossfeed bezeichnet. Ein Auffüllen des einen Treibstofftanks durch den anderen war nicht vorgesehen, dies wurde durch Ventile verhindert.

## Weitere Verwendung für Orion
2015 wurde bekanntgegeben, dass die NASA der ESA eines der OMS zur Weiterverwendung im Europäischen Servicemodul (ESM) des Orion-Raumschiffes zur Verfügung stellt. Das Modul wurde von der ESA auf Basis des Automated Transfer Vehicle (ATV) entwickelt und für den Flug zum Mond (Artemis 1) dieses Raumschiffs vorgesehen. Dieses OMS war zuvor bereits bei 19 Shuttle-Missionen eingesetzt worden. Es wurde 2017 über den Einsatz von bis zu vier derartigen Einheiten verhandelt. Das erste fertiggestellte Servicemodul wurde Ende 2018 von der ESA an die NASA geliefert.